# Colmeia

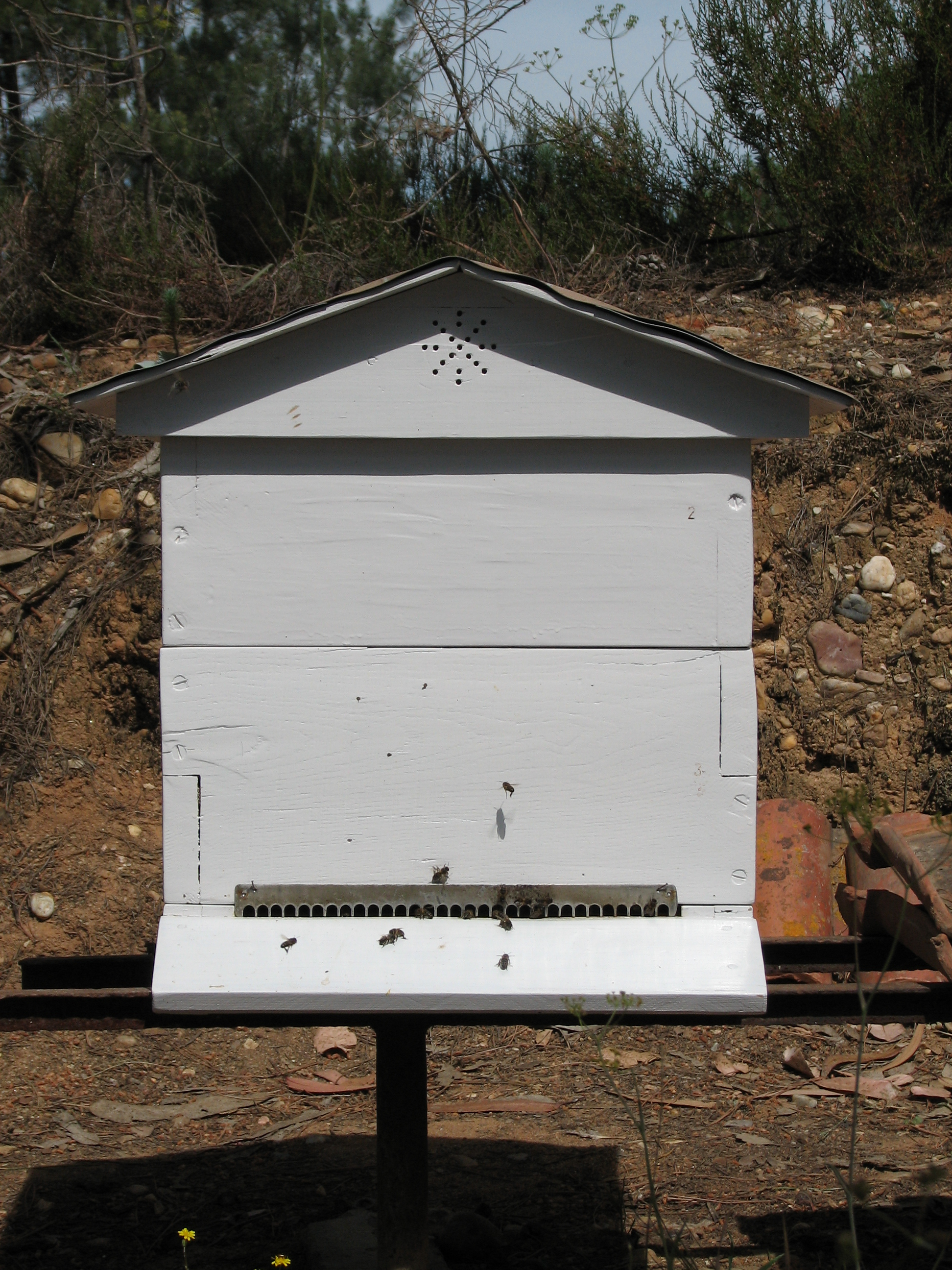
Colmeia tradicional de um apiário.

Colmeia é uma sociedade de abelhas ou o abrigo construído para ou pelas abelhas.
As abelhas utilizam a colmeia para abrigar sua progenitura, criá-las e estocar o mel. As abelhas domesticadas têm suas sociedades construídas em apiários.
Uma colmeia geralmente possui 80 mil abelhas, cuja maioria são fêmeas (operárias). O número de fêmeas em relação aos machos é dado através do número de ouro (divina proporção).[carece de fontes?]
Nas colmeias são geradas diversas larvas, que são alimentadas pelas abelhas operárias de maneira igual. Quando uma rainha está para morrer, essas operárias escolhem entre as larvas mais fortes uma nova rainha, e esta, por sua vez, começa a ser alimentada de uma forma especial para se desenvolver mais que as outras até se tornar uma nova rainha.
Na colmeia é percetível a organização. O trabalho é feito por abelhas fêmeas estéreis, chamadas de operárias (português brasileiro) ou obreiras (português europeu). Elas procuram alimento(o néctar e o pólen das flores),constroem, limpam e defendem a colmeia. São as operárias que produzem a cera, usada na construção da colmeia. A rainha é a única fêmea fértil da colmeia, isso ocorre em função de que por ser alimentada pela geleia real cresce e desenvolve o aparelho reprodutivo, ou seja, as demais são estéreis
A colmeia evoluiu junto com o desenvolvimento da apicultura, de colmeias rudimentares às atuais colmeias modernas de construção padronizada. Seguindo determinados critérios as colmeias podem ser classificas por de algumas formas como: por sua técnica de construção, por sua disposição das melgueiras ou pela posição dos caixilhos na colmeia.

## Classificação das colmeias

### Técnica de construção

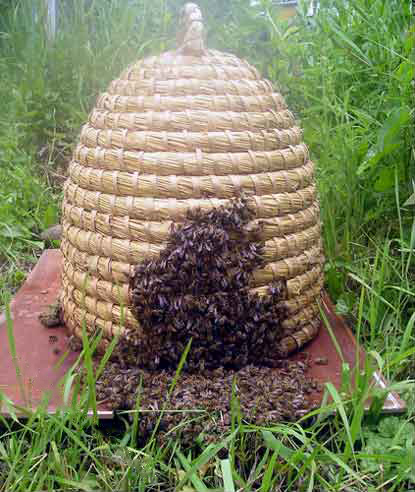
Colmeia tradicional de palha trançada.

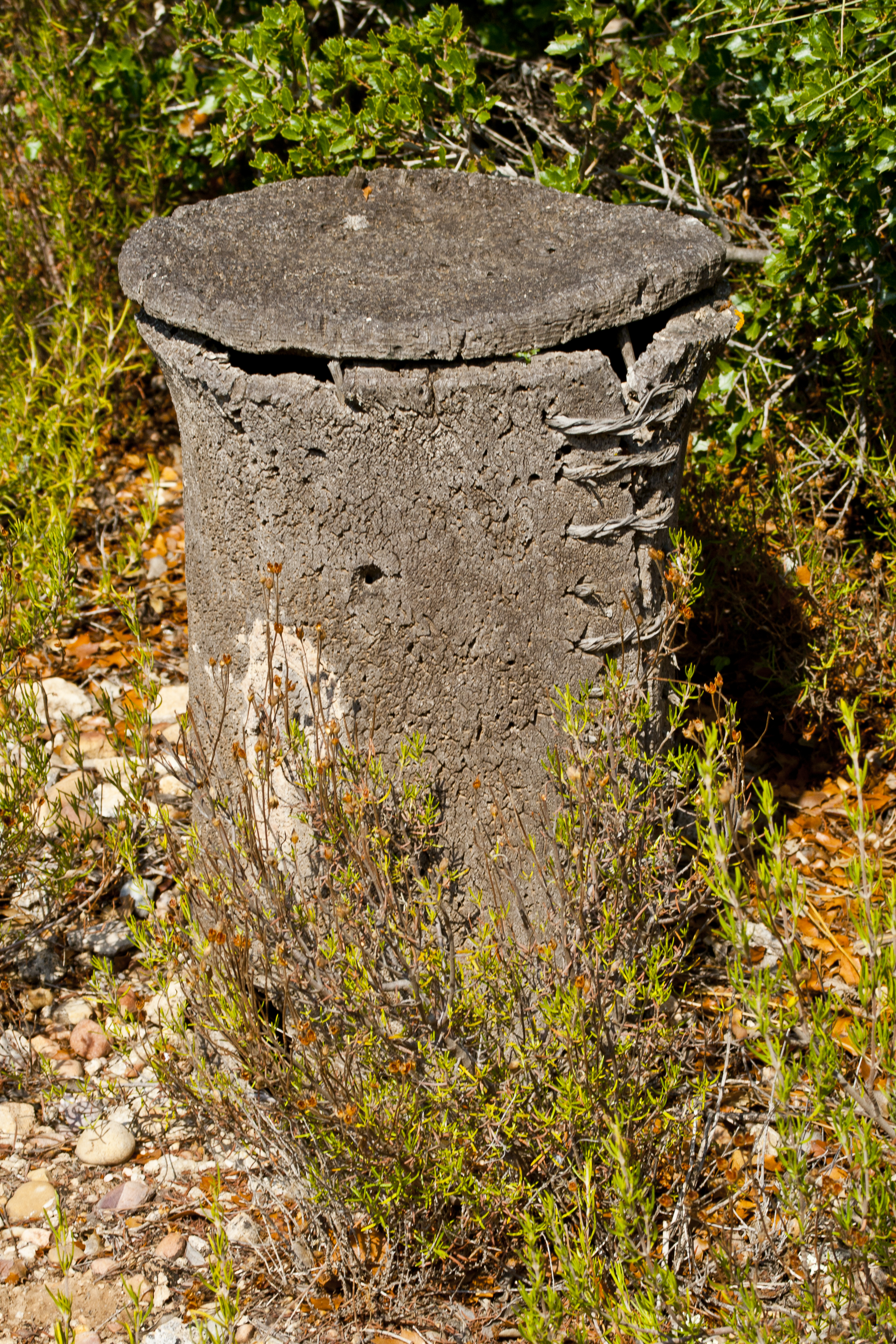
Colmeia tradicional (cortiço) em Albacete (Espanha)

Quanto a técnica de construção as colmeias podem ser classificas em :
- Natural: Formadas naturalmente e ocupadas pelas abelhas, como em buracos em árvores, em rochas ou solo.
- Tradicional: Colmeias feitas pelo homem de forma rústica e totalmente artesanal sem os critérios padronizados de espaço para as abelhas.
- Racional:  Colmeia moderna padrão desenvolvida em pesquisas científicas usando conceito de espaço-abelha onde foi determinado uma dimensão de espaço livre na qual as abelhas não fecham com própolis nem usam este para construir favos, o espaço-abelha é um vão livre mínimo 6,35 mm (1/4") e no máximo 9,53 mm (3/8"). Adicionalmente as colmeias tidas como racionais, tem caixilhos removíveis o que permite  retirar os favos sem os danificar, centrifugar o mel, e devolver o favo intacto à colmeia, com a vantagem da intercambiabilidade dos favos (caixilhos) entre as caixas (colmeias). O espaço-abelha também disciplina a construção dos favos na posição de encaixe dos caixilhos, permitindo que o apicultor remova centenas de favos em poucos minutos e recoloque-os de volta depois o que permite o aumento na eficiência e produtividade da apicultura.

### Disposição das melgueiras ou alças
Quanto a disposição das melgueiras, chamadas alças em Portugal, as caixas destinadas à produção do mel para colheita, as colmeias podem ser classificadas em :
- Horizontais : Estas colmeias têm capacidade limitada dado a impossibilidade de expansão. São colmeias horizontais a colmeia queniana, a colmeia Tanzânia e a colmeia Layens.
- Verticais : Nesta colmeias a capacidade pode ser estendida pela adição de sobreninhos ou melgueiras sobre o ninho (câmara de criação) conforme é necessário de acordo com o vigor da colmeia. Este projeto aproveita a tendência natural das abelhas de separarem as crias na parte inferior da colmeia e o mel na parte superio São colmeias verticais a Colmeia Langstroth, Colmeia Schenk, Colmeia Schirmer, Colmeia Curtinaz, Colmeia Dadant, Colmeia Lusitana e muitas outras.

### Disposição dos caixilhos ou quadros

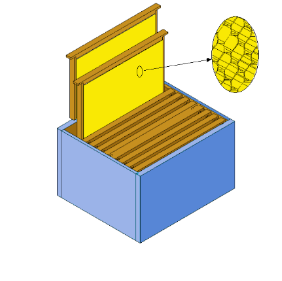
Caixilhos ou quadros

Quanto a disposição dos caixilhos (português brasileiro) ou quadros (português europeu) na colmeia, eles podem ser perpendiculares ao lado do alvado (abertura de acesso das abelhas) ou pode ser paralelos ao alvado, o que confere uma diferença no fluxo de ar e distribuição térmica no interior da colmeia, neste aspeto teremos:
- Frias : As colmeias ditas como frias possuem os caixilhos perpendiculares ao lado da abertura da colmeia, logo o fluxo de ar pode percorrer mais facilmente pelo espaço entre os caixilhos esfriando mais a colmeia. Alguns apicultores acreditam que este tipo de colmeia seria mais adequado aos climas quentes, embora colmeias frias sejam muito usadas e adotadas por países de clima frio como a  colmeia Langstroth nos EUA. São colmeias frias a colmeia Langstroth, colmeia Curtinaz (reversível), colmeia Lusitana ...
- Quentes : As colmeias ditas como quentes possuem os caixilhos paralelos ao lado da abertura da colmeia, logo o fluxo de ar interior da colmeia é dificultado, ficando apenas os caixilhos mais próximos do alvado expostos mais ao frio. Alguns apicultores acreditam que este tipo de colmeia seria mais adequado aos climas frios. São colmeias quentes a colmeia Schenk, colmeia Schirmer, colmeia Curtinaz (reversível)...

## Colmeias padronizadas

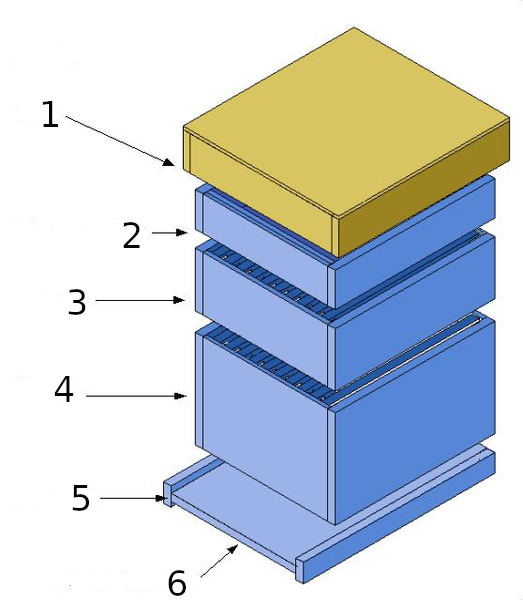
Colmeia
1 - Teto
2 - Prancheta
3 - Alça ou melgueira
4 - Ninho
5 - Estrado
6 - Rampa de voo

- Colmeia Langstroth: Foi desenvolvida por Lorenzo Langstroth (Norte Americano), esta é o modelo de caixa mais utilizados no Brasil.[1] No Brasil as dimensões da colmeia Langstroth foram padronizadas em norma publicada pela ABNT NBR 15713:2009 - Apicultura - Equipamentos - Colmeia tipo Langstroth.[2]
- Colmeia Schenk:  Foi desenvolvida por Emílio Schenk (Brasileiro)
- Colmeia Schirmer: Foi desenvolvida por Bruno Schirmer (Brasileiro)
- Colmeia Curtinaz : Foi desenvolvida por Ascindino Curtinaz (Brasileiro) usada nos estados do Sul do Brasil, sua principal característica é ser uma colmeia quadrada onde a largura é igual ao comprimento, isto permite que os caixilhos podem ser colocados paralelos ou perpendiculares ao alvado, que confere a possibilidade de reverter em configuração fria ou quente.
- Colmeia Dadant: Foi desenvolvida por Charles Dadant (Franco-Americano) existe em dois tamanhos de 10 ou 12 quadros,[3] popular em alguns países na Europa mas de uso não significativo no Brasil.

- Colmeia Lusitana: Colmeia de tamanho pequeno com 10 quadros, é uma adaptação das colmeias do tipo Langstroth e Dadant-Blatt feita pelo padre Manuel Tavares de Sousa (1872–1958).[3] Usada principalmente no norte de Portugal.

Como exemplo da diversidade de padrões de colmeias ainda em uso no Brasil, na região de São Lourenço do Sul, no Rio Grande do sul entre os apicultores a colmeia Schenk é a mais usada (36%), seguida pela Langstroth (34%),  Curtinaz (28%), a colmeia sem padrão representa 1,26%, e a colmeia Schirmer tem menos de 1% de utilização.

## Outras colmeias
|                    |  |                            |
| Colmeia horizontal |  | Barra superior com um favo |

- Colmeia Smith: A colmeia Smith foi desenhado por W. Smith, um apicultor Escocês. É uma colmeia estilo a colmeia de Langstroth cuja câmara de cria mede 463 mm por 416 mm, usando os caixilhos padrão Inglês, de projeções curtas e geralmente com separação Hoffman. O alvado está no lado longo da colmeia, os caixilhos são colocados perpendicularmente ao alvado (a exposição ao frio), se você quiser ter uma exposição quente é necessário modificar o chão para ter a entrada no lado mais curto , o que é feito no norte da Escócia.

- Colmeia Layens: Esta colmeia deriva das colmeias horizontais, consiste em uma única câmara de cria de maior volume, onde não se diferencia a zona de cria e a zona de armazenamento de mel, ainda que as abelhas tendem a colocar o mel nos lados externos dos ninhos.
- Colmeia de barras superiores (Top Bar Hive) : São colmeias horizontais onde não são usados os quadros de caixilhos, são usados apenas uma barra superior onde as abelhas fixam seus favos e os desenvolvem livremente o que resulta em favos em um formato semicircular. Usada em alguns países da África dados sua construção mais simples e econômica. No Quênia, esta colmeia é construídas com as laterais inclinadas (chamada de colmeia Quênia). Já na Tanzânia são construídas com laterais retas (chamada de colmeia Tanzânia).
- Colmeias de núcleos ou Núcleos : São colmeias menores destinadas a iniciar a criação de um novo núcleo, seja por um exame que foi recolhido ou um novo enxame que esta sendo produzido pela divisão de uma colmeia.

## Técnicas de proteção da madeira duma colmeia
As colmeias são expostas as intempéries, a biodegradação, a deterioração pela radiação ultravioleta, pelos fungos lignolíticos, e insetos xilófagos. Por isso é preciso trata-las para proteger a madeira e garantir a sua estabilidade dimensional, suas propriedades mecânicas, ampliando assim seu tempo de vida útil. Mas tendo em conta que as colmeias contêm animais sensíveis e comida para a alimentação humana, muitas tintas e produtos de tratamento são proibidos. Por isso a escolha é limitada, no entanto existe alguns produtos e técnicas bastante eficazes:

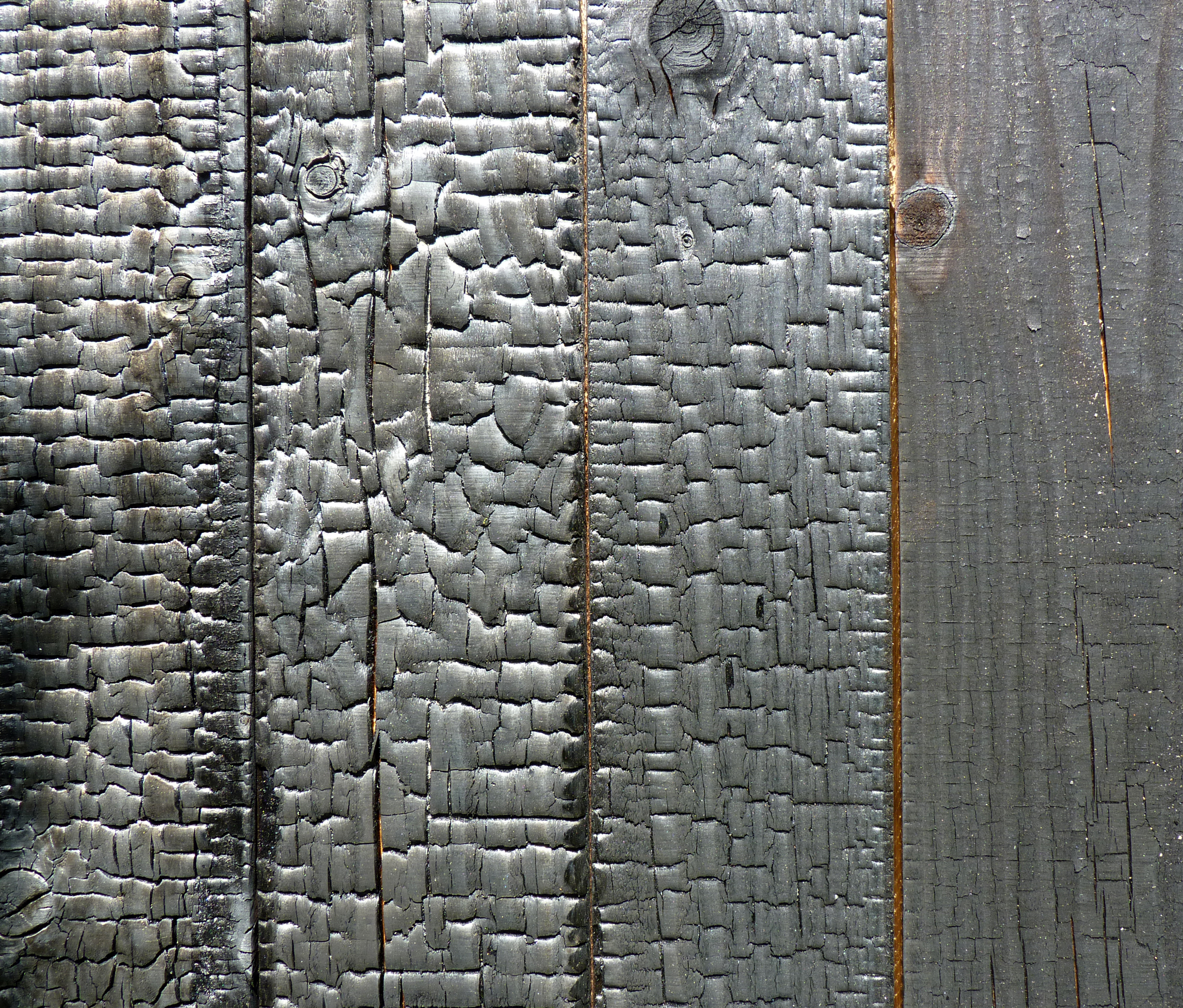
Aparência da madeira tratada com a técnica Yakisugi

- Yakisugi, é uma técnica japonesa de proteção da madeira, que consiste na queima profunda duma face duma tábua de madeira. Usada em geral na proteção das casas tradicionais, ela é também usada nas colmeias tradicionais japonesas. Para as colmeias usadas a queima com um maçarico pode ser interna e externa afim de preservar e desinfetar a colmeia. A madeira é depois escovada, lavada e untada com óleo de linhaça. Fácil pouco oneroso, o grande inconveniente é a cor escura da colmeia.[5]
- Aplicação de óleo de linhaça, tem que ser feita numa madeira bem seca, a primeira mão pode ser diluída a meio com terebintina, a segunda é sempre pura com um óleo ligeiramente aquecido (atenção liquido altamente inflamável e que salpica) para garantir uma melhor penetração.[5] Todavia a proteção é muito parcial a madeira escurece sobre ação dos fungos, e é bastante onerosa.
- Banho de imersão em cera microcristalina aquecida entre 140 e 180º C, embora muita eficiente, pela sofisticação do processo, é reservada aos profissionais.[5] Outro inconveniente é a impermeabilização do interior da colmeia que limite a regulação da humidade no seu interior.
- Tinta para colmeias microporosa com óleos vegetais, elas são anti-fungos e com poucos Compostos Orgânicos Voláteis (COV),[5] de utilização fácil, mas de custo elevado.
- Tinta sueca é uma tinta tradicional desenvolvida para a proteção da madeira na construção civil, mas também muito usada na apicultura sem que haja relato de intoxicação. Os seus componentes são 1 l de água, 70 g de farinha de centeio, de preferência por ser mais pegajosa, 10 dl de óleo vegetal (de linhaça ou outra), 200 g de pigmentos naturais de terras ou argilas (o simples barro ou argila comum dá uma cor marron (português brasileiro) ou castanho (português europeu) escuro), e 20 g de sulfato de ferro que é usado como anti-musgo, em prevenção da Clorose ou como adubo na agricultura e que é tóxico embora seja também um suplemento nutricional, mas que é usado aqui como protetor da madeira. Enfim um pouco de sabão cortado em pedaços pequenos. Essa preparação depois de cozida , tem uma boa cobertura e é resistente, duas demão (a primeira é diluída com 50% de água) com mais outra no fim de dois anos chegam a proteger a madeira, as outras demão são de dez em dez anos. O preço é muito baixo, e ela é fácil de produzir.[5]

- Verniz da Rússia, é certamente o melhor por ser mais natural, só que necessita de muita própolis e tem que ser preparado com meses de antecedência. A preparação simplificada necessita de 1 kg de propólis ou geoprópolis em diluição durante o mínimo dum mês em álcool de cereais ou álcool etílico de 90º e misturado com 1 l de óleo vegetal (linhaça, soja ou girassol).[6] Na receita original usas 2,5 l de óleo que é cozido durante 4h ao ar livre e com muita cautela, a própolis é derretida no álcool até saturação, 1 l é misturado com o óleo cozido e arrefecido, pode-se pôr 800 ml de terebintina (facultativo) e um pouco de sabão (150 ml). A aplicar em duas demão.[7]